# Raiatea
Raiatea (fransk île Raiatea, tidligere Havai’i) er en ø i Fransk Polynesien i Stillehavet. Øen ligger tæt ved dens tvillingeø Tahaa, som den engang har været geologisk forbundet med. Raiatea er efter Tahiti den største ø i Selskabsøgruppen.

## Administration
Hovedbyen, Uturoa, på Raiatea er administrativ center of Lewardødelen i Selskabsøgruppen. Raiatea er opdelt i tre kommuner (fransk municipalities): Uturoa (nordlige del af øen), Taputapuatea (østlige del), Tumaraa (vestlige del). 

## Geografi
Raiatea tilhører øgruppen Selskabsøerne og ligger ca. 220 km nordøst for Tahiti. Øen har et areal på 238 km² og der bor ca. 11000 indbyggere, heraf ca. 3600 i hovedbyen. Øen har også flere små byer såsom Tevaitoa, Opoa, Vaiaau.
Øens højeste punkt er den slukkede vulkan Mont Tefatoati på 1017 m. Raiatea er sammen med Tahaa omkranset af et fælles koralrev og de har en fælles lagune.

## Transport
Raiatea har en lille lufthavn Raiatea lufthavn eller Uturoa lufthavn som ligger med byen Uturoa. Lufthavnen blev åbnet i 1962. Denne betjenes i dag af Air Tahiti og Air Moorea med forbindelser til: Tahiti, Bora Bora, Huahine og Maupiti. 

## Historie
Raiatea og Tahaa menes som mange andre øer i Selskabsøerne at være blevet befolket af polynesiere i 900-tallet. Den første europæer som besøgte øen var engelske James Cook i 1769.
I 1903 blev Raiatea sammen med andre øer i Fransk Polynesien indlemmet i det nyetablerede Établissements Français de l'Océanie (Fransk Oceanien).
16°49′S 151°26′V / 16.82°S 151.44°V